# Gayá
Gayá (en catalán: Gaià) es un municipio y localidad española de la provincia de Barcelona, en la comunidad autónoma de Cataluña. El término municipal, ubicado en la comarca del Bages, tiene una población de 178 habitantes (INE 2024).

## Geografía
Situado en los contrafuertes meridionales de la sierra de Pinós, tocando al Bergadá, a la izquierda del Llobregat. El término también es drenado por sus afluentes, las rieras de Merlès y de Cornet y la riera de Gayá.
El bosque es absolutamente predominante en el término municipal, de masías diseminadas y pocos núcleos de población, en el que destaca solo Galera, cerca del Llobregat.
Gayá está formado por dos entidades singulares de población:
| Entidad de población | Habitantes (2022) |
| -------------------- | ----------------- |
| Galera               | 72                |
| Gayá                 | 107               |

## Historia
Hacia mediados del siglo XIX, el lugar tenía contabilizada una población de 281 habitantes. Aparece descrito en el octavo volumen del Diccionario geográfico-estadístico-histórico de España y sus posesiones de Ultramar de Pascual Madoz de la siguiente manera:

GAYA: l. con ayunt. en la prov., aud. terr., c. g. de Barcelona (12 leg.), part. jud. de Manresa (3 1/2), dióc. de Vich: sit. en terreno montuoso con buena ventilacion y clima saludable. Tiene 70 casas y una igl. parr. (Sta. Maria) servida por un cura de segundo ascenso. El térm. confina con Cornet, Serrasans, Padres y el r. Llobregat. El terreno es escabroso de mediana calidad; y le cruzan varios caminos locales de herradura. prod.: trigo, legumbres, y vino; cria ganado lanar y caza de perdices, conejos y liebres. pobl.: 67 vec., 281 alm. cap. prod.: 2.526,800. imp.: 63,160.
(Madoz, 1847, p. 338)

## Demografía
Gayá cuenta con una población de 178 habitantes (INE 2024).
| Gráfica de evolución demográfica de Gayá entre 1842 y 2021 |
| |
| Población de derecho según los censos de población del INE. Población de hecho según los censos de población del INE.En estos censos se denominaba Gayá: 1842, 1857, 1860, 1877, 1887, 1897, 1900, 1910, 1920, 1930, 1940, 1950, 1960, 1970 y 1981. |

## Administración
| Periodo   | Nombre                           | Partido |
| --------- | -------------------------------- | ------- |
| 1979-1983 | Pedro Armengou Casals            | CIU     |
| 1983-1987 | Rafael Burillo Vall              | CIU     |
| 1987-1991 | Rafael Burillo Vall              | CIU     |
| 1991-1995 | Rafael Burillo Vall              | CIU     |
| 1995-1999 | Josep Coll Pujols                | CIU     |
| 1999-2003 | Enric Armengou Vall De Vilaramon | CIU     |
| 2003-2007 | Enric Armengou Vall De Vilaramon | CIU     |
| 2007-2011 | Enric Armengou Vall De Vilaramon | CIU     |
| 2011-2015 | Enric Armengou Vall De Vilaramon | CIU     |
| 2015-2019 | Enric Armengou Vall De Vilaramon | CIU     |
| 2019-2023 | Enric Armengou Vall De Vilaramó  | Junts   |
| 2023-act. | Núria Casanovas i Antonell       | ERC     |

## Patrimonio
Destaca la antigua rectoría barroca hoy en día convertida en hostal, que conserva una fachada esgrafiada. También es notable la iglesia románica restaurada de San Jorge de Lloberes.

## Bandera
La bandera de Gayá es apaisada de proporciones dos de alto por tres de largo, bicolor en barra azul claro y amarilla con la flor de lis en el montante blanco del escudo, todo el conjunto de altura una mitad de la del trapo, a 1/8 del borde superior y a 1/2 del asta, la parte inferior con cuatro barras rojas. Se publicó en el DOGC el 6 de abril de 1999.